# Tolmerus corsicus
Tolmerus corsicus là một loài ruồi trong họ Asilidae. Tolmerus corsicus được Schiner miêu tả năm 1867.